# Picciano
Picciano ist eine 1264 Einwohner zählende und 7 km² umfassende Gemeinde in der Nähe von Collecorvino und Elice und liegt in der Provinz Pescara.

## Geografie
Zu den Ortsteilen gehören Casette, Colletti, Colli, Fontanelle, Incotte, Le Piane, Pagliari, Piccianello, Riparossa und Pezzalonga.
Die Nachbargemeinden sind Collecorvino, Elice, Loreto Aprutino, Penne und Città Sant’Angelo.

## Geschichte
Picciano wird erstmals im Jahr 1049 in der Charta Offersionis erwähnt. Bernardo, Graf von Penne, spendete Grundstücke und Gebäude für die Einrichtung einer Benediktinerabtei auf seinem Gebiet. Das ist der erste Beweis für die Existenz einer Siedlung namens Picciano. Es gibt verschiedene Legenden über die Entstehung des Namens Picciano. Die Stadt wurde von einer Gruppe von Pfarrern im frühen Mittelalter als Piczano gegründet.

## Sehenswürdigkeiten und Traditionen

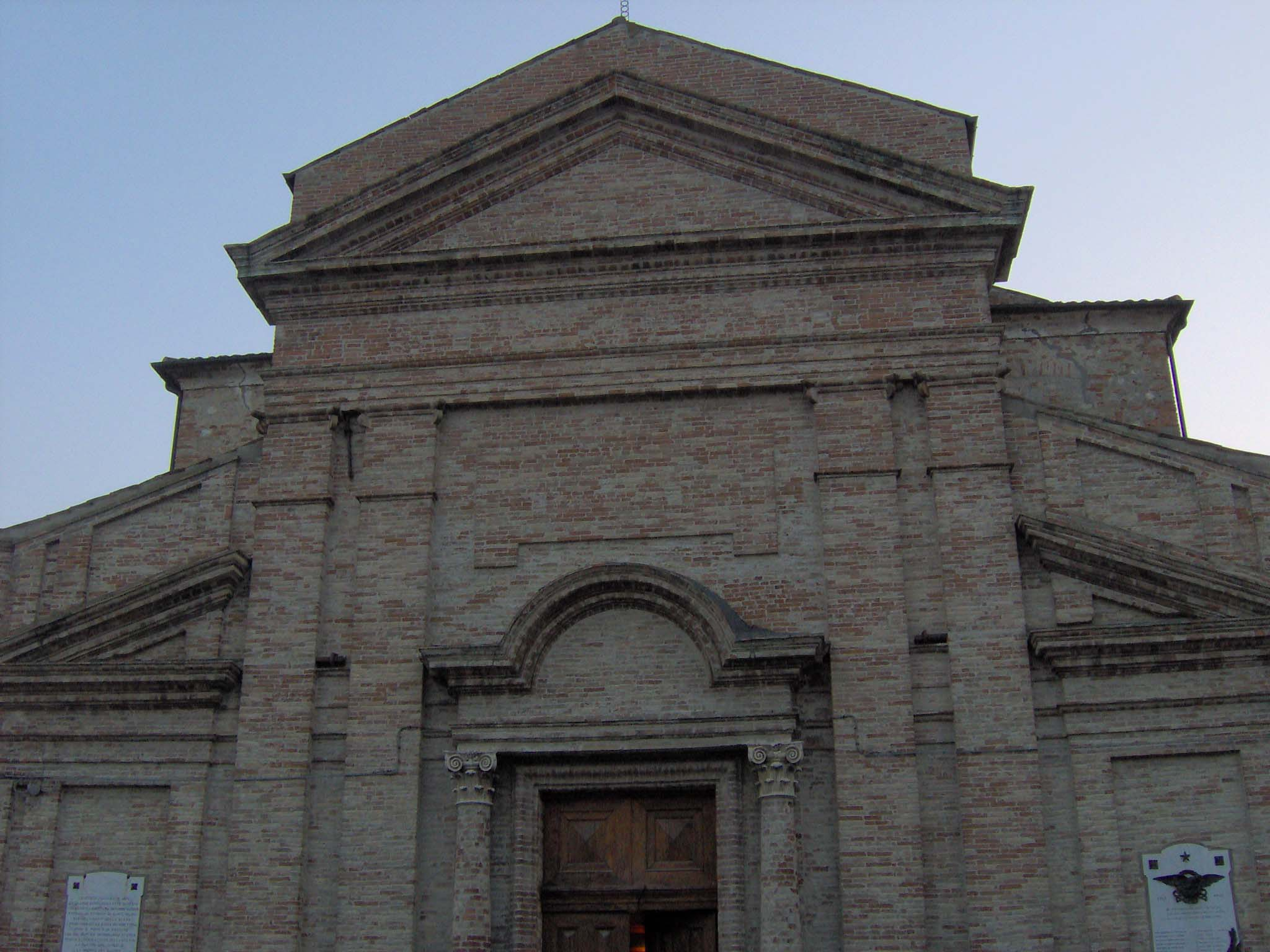
Die Kirche Santa Maria del Soccorso

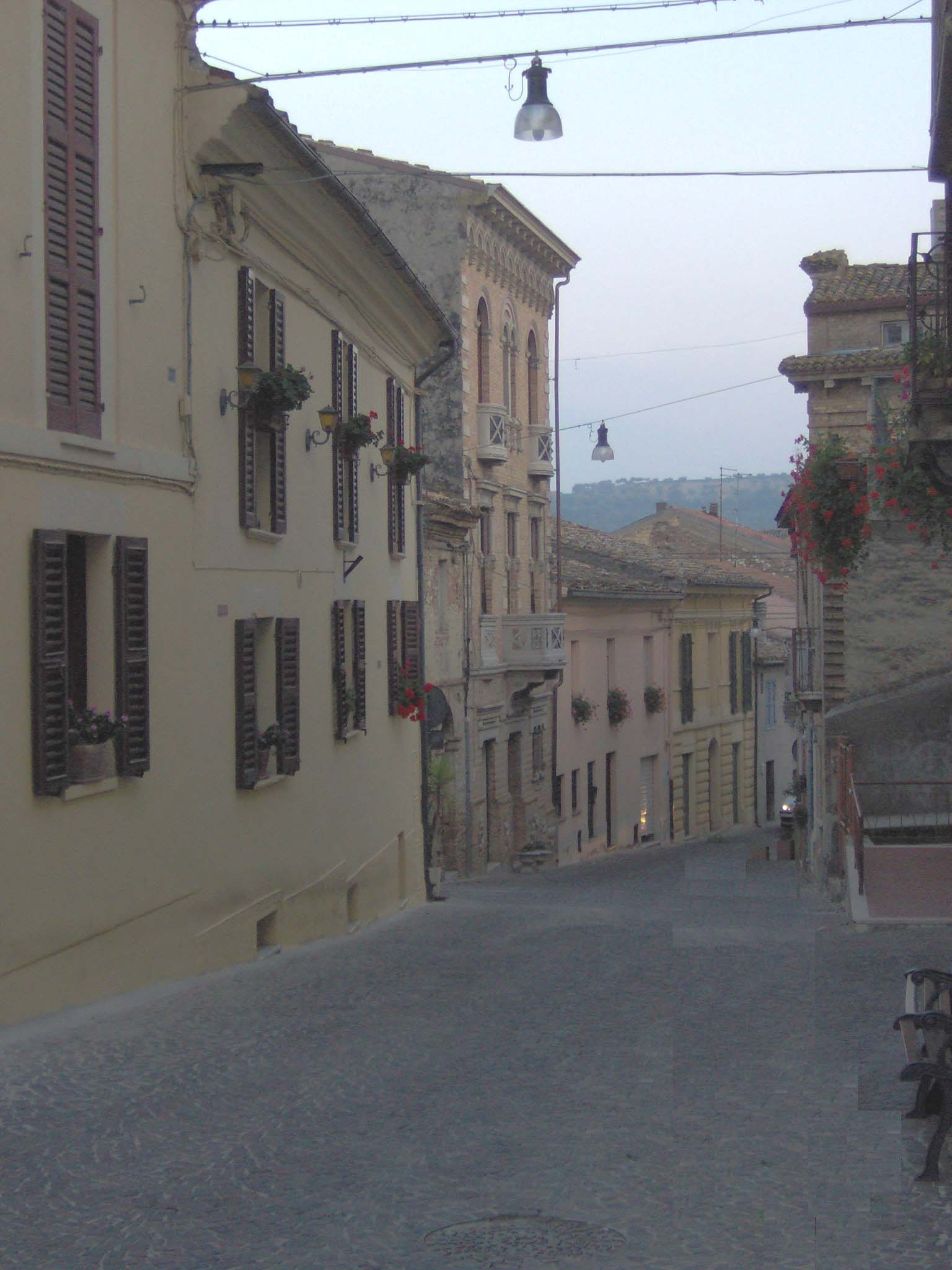
Das historische Zentrum des Dorfes

Die Kirche Santa Maria del Soccorso in Picciano wurde zu Beginn des 19. Jahrhunderts erbaut. Sie wurde aus Ziegeln errichtet, der Glockenturm wurde nicht wie geplant errichtet.
Die Tradition der Folk-Musik in Picciano und den umliegenden Ortschaften ist bis heute erhalten geblieben. In Gruppen werden traditionelle Lieder gesungen und bei Feiern führen die Gruppen ihre komponierten Werke vor. Das Museum Museo delle Tradizioni ed Arti Contadine (ein ethnographisches Museum) zeigt und erinnert an das Leben in Picciano der vergangenen Jahrhunderten.

## Weinbau
In der Gemeinde werden Reben der Sorte Montepulciano für den DOC-Wein Montepulciano d’Abruzzo angebaut.